# Agylla bipars
Agylla bipars är en fjärilsart som beskrevs av Moore 1878. Agylla bipars ingår i släktet Agylla och familjen björnspinnare. Inga underarter finns listade i Catalogue of Life.